# Наркоманија
Наркоманија или зависност од дрога је снажна везаност особе за неку психоактивну супстанцу, која се испољава као неодољива страст за њеним конзумирањем. Године 1957, Светска здравствена организација дефинисала је наркоманију као: „стање периодичне или хроничне интоксикације изазвано поновљеним уношењем дроге“. Могу се разликовати три врсте зависности: психичку, физичку и стање толеранције. Колико ће брзо наступити и каква ће бити природа и јачина зависности зависи од многих чинилаца: врсте дроге и њених фармаколошких својстава, од начина, учесталости, количине и дужине конзумирања, од личности зависника и његових потреба, његове породичне и друштвене средине.
Наркоманија је биопсихолошка ситуација у којој је функционалност појединца зависна од неопходног поновног конзумирања психоактивне супстанце због адаптивног стања које се развило у појединцу од конзумације психоактивних супстанци које резултира искуством одвикавања и које захтева поновну конзумацију психоактивне супстанце. Зависност од дрога, различит концепт од зависности од супстанци, дефинисана је као компулзивна употреба дрога ван контроле, упркос негативним последицама. Зависна дрога је лек који истовремено награђује и ојачава. За ΔFosB, фактор транскрипције гена, сада је познато да је критична компонента и заједнички фактор у развоју готово свих облика бихевиоралних адикција, као и оних од дроге, али не и зависности.
Међународна класификација болести класификује зависност од супстанци као ментални поремећај и бихевиорални поремећај. У оквиру 4. издања Дијагностичког и статистичког приручника за менталне поремећаје (DSM-IV), зависност од супстанци је редефинисана као зависност од дроге и може се дијагнозирати без појаве синдрома повлачења. Сходно томе је њен опис: „Када појединац настави да користи алкохол или друге дроге упркос проблемима у вези са употребом супстанце, може се дијагнозирати зависност од супстанце. Компулзивна и понављајућа употреба може довести до толеранције на дејство дроге и симптома одвикавања када је употреба смањена или заустављена. Ово се, заједно са злоупотребом супстанци, сматра поремећајима употребе супстанци.” У DSM-5 (објављеном 2013), злоупотреба супстанци и зависност од супстанци су спојени у категорију поремећаја употребе супстанци и они више не постоје као појединачне дијагнозе.
Токсикоманија је стање периодичне или хроничне интоксикације изазвано потребом особе за неком психоактивном, токсичном супстанцом, као и њеном дужом злоупотребом. Токсикоманија може довести до оштећења организма и до физичког, интелектуалног, духовног и моралног пропадања личности токсикомана. Најпознатије токсикоманије су алкохолизам, наркоманија и никотинска зависност. Хабитуација дроге је патолошка жеља за злоупотребом хемијских супстанци која резултује пре психолошком него физиолошком зависношћу. Хабитуирани корисник може искусити нелагодност сличну повлачењу дрога. Интоксикација дрогом је маладаптивно понашање и други симптоми специфични за одређену психоактивну супстанцу која је скоро унета у организам. Ови симптоми могу укључити немогућност расуђивања, слабије социјално функционисање, депресију, еуфорију а у екстремним случајевима и кому и смрт.

## Повлачење
Повлачење је реакција тела на уздржавање од супстанце од које је особа развило синдром зависности. Када се зависност развије, престанак употребе супстанци производи непријатно стање, које промовише наставак употребе дрога кроз негативно појачање; тј., дрога се користи да побегне или избегне поновни улазак у повезано стање повлачења. Стање повлачења може укључивати физичко-соматске симптоме (физичка зависност), емоционално-мотивационе симптоме (психолошка зависност) или обоје. Хемијска и хормонска неравнотежа може настати ако се супстанца не унесе поново. Психолошки стрес такође може да настане ако се супстанца поново не унесе.
Одојчад такође доживљава апстинентску крузу, што познато као синдром неонаталне апстиненције (NAS), који може имати тешке и по живот опасне ефекте. Зависност од дрога као што је алкохол код будућих мајки не само да узрокује NAS, већ и низ других проблема који могу континуирано утицати на бебу током њиховог живота.